# بخش جفرسون (شهرستان کوشوکتون، اوهایو)
بخش جفرسون (به انگلیسی: Jefferson Township) یک منطقهٔ مسکونی در ایالات متحده آمریکا است که در شهرستان کوشاکتن، اوهایو واقع شده‌است.
 بخش جفرسون ۶۸٫۲۶ کیلومتر مربع مساحت و ۱٬۵۰۰ نفر جمعیت دارد و ۲۴۲ متر بالاتر از سطح دریا واقع شده‌است.